# Luc Siméon Auguste Dagobert
Luc Siméon Auguste Dagobert de Fontenille (La Chapelle-en-Juger, 8 de marzo de 1736 - Puigcerdá, 18 de abril de 1794) fue un noble y militar francés que apoyó la causa de la Revolución francesa. Nombrado general de las fuerzas de la Convención, dirigió el ejército que se enfrentó a los españoles durante la guerra del Rosellón, muriendo por una enfermedad contraída en la campaña.

## Antes de la Revolución
Descendiente de una familia noble de la baja Normandía, Dagobert de Fontenille alcanzó antes de la Revolución el puesto de jefe de batallón de los cazadores reales del Delfinado (1788). Anteriormente había participado en la Guerra de los Siete Años con el grado de subteniente y en la campaña de Córcega en 1769, donde tuvo ocasión de entablar contacto directo con la familia Bonaparte.
Gracias a su matrimonio el 8 de agosto de 1780 con Jacquette Pailhoux de Cascastel, hija de un Consejero real del Rosellón, pudo convertirse en maestro forjador y fundar una sociedad para la explotación de las minas de Corbières y Razès bajo jurisdicción de la Abadía de Lagrasse junto con su primo Jean-Pierre François Duhamel, corresponsal de la Academia de Ciencias Francesa y comisario del rey Luis XVI para las Minas y Forjas.

## Durante la Revolución
Se unió a la Revolución en 1789, junto a Louis-Philippe de Orleans, gran maestro del Gran Oriente de Francia.
Es nombrado coronel al principio de la guerra (mayo de 1792) y enviado al Ejército del Var, donde conseguirá varios éxitos. Destinado posteriormente al Ejército de Italia bajo las órdenes de los generales Jacques Bernard d'Anselme y Armand Louis de Gontaut-Biron, se distinguirá cerca de Niza y el col de Negro. En el momento en que la Convención declara la guerra a España (el 7 de marzo de 1793), pasa a formar parte del Ejército de los Pirineos Orientales bajo el mando de Louis Charles de La Motte-Ango, donde estará al cargo de una fortificación con 8.000 hombres.

## Guerra contra España
Tras haber conseguido aguantar los ataques españoles el 19 de mayo, se ve obligado a abandonar su posición fortificada. Sin embargo el 30 de junio consigue detener una columna de 6.000 hombres que marchaba hacia Perpiñán. Es nombrado entonces comandante en jefe del Ejército central de los Pirineos, tras la destitución de De Flers. El 29 de agosto de 1793 conquista Puigcerdá y en las 24 horas siguientes el resto de la Cerdaña. El 4 de septiembre de 1793 vence de nuevo a los españoles en Montluis, capturando 14 piezas de artillería con las que reconquista una buena parte del Rosellón.
Ese mismo año, y tras la destitución de Hilarion Paul François Bienvenu du Puget, es nombrado en septiembre General en jefe del Ejército de los Pirineos Orientales, puesto que abandonará el 27 del mismo mes tras ser derrotado en Truillás por el general Ricardos.

## Destitución y restitución
Tras su destitución por la derrota se presenta en París para rendir cuentas, donde será encarcelado y posteriormente exonerado y devuelto a su antiguo cargo.
Llega a Perpiñán en marzo de 1794, no pudiendo obtener del general Dugommier más que algunos batallones, en lugar de los 12.000 hombres de infantería y 600 de caballería que deberían haber sido puestos a su disposición, pese a lo cual llevará a cabo con éxito una invasión de Cataluña donde conquistará varias plazas, llegando a apoderarse de Urgel el 10 de abril de 1794.
El 18 de ese mismo mes moriría en Puigcerdá a causa de una enfermedad.
En agradecimiento a sus servicios, la Convención decidió grabar su nombre en una columna del Panteón.
- Datos: Q435077
- Multimedia: Luc Siméon Auguste Dagobert / Q435077